# Новотроянда
Новотроянда — пасажирська зупинна залізнична платформа Гребінківського напрямку Південно-Західної залізниці. Розташована між платформою Кучакове (7 км) та платформою Селичівка (5 км). Знаходиться на околиці села Морозівка.
Виникла 1958 року, мала назву 42 км, теперішня назва — з 1980-х років. Лінію електрифіковано в 1972 році.